# Ghiacciaio Edgeworth
Il ghiacciaio Edgeworth (in inglese Edgeworth Glacier) è un ghiacciaio lungo 20 km situato sulla costa di Nordenskjöld, nella parte orientale della Terra di Graham, in Antartide. Il ghiacciaio, il cui punto più alto si trova 380 m s.l.m., si trova su un fianco dell'altopiano Detroit e da qui fluisce verso sud-sud-ovest, passando fra il picco Trave e il nunatak Chipev, fino ad entrare nella baia Mundraga, a ovest della penisola di Sobral.

## Storia
Il ghiacciaio Edgeworth è stato mappato dal British Antarctic Survey, che all'epoca si chiamava ancora Falkland Islands and Dependencies Survey, grazie a fotografie aeree scattate durante una spedizione della stessa agenzia nel 1960-61 ed è stato poi così battezzato dal Comitato britannico per i toponimi antartici in onore di Richard Lovell Edgeworth, l'inventore britannico che nel 1770 ideò un predecessore del primo veicolo cingolato, senza però commercializzarlo mai.